# Saltara
Saltara é uma comuna italiana da região dos Marche, Província de Pesaro e Urbino, com cerca de 5.101 habitantes. Estende-se por uma área de 9 km², tendo uma densidade populacional de 567 hab/km². Faz fronteira com Cartoceto, Montemaggiore al Metauro, Serrungarina.